# Veines bronchiques
Les veines bronchiques sont de petits vaisseaux qui renvoient le sang des grosses bronches et à la racine des poumons. Elles sont avalvulaires et font ainsi partie de la circulation bronchique, éliminant les déchets des cellules qui constituent les poumons.
Le côté droit se draine dans la veine azygos ou plus rarement dans la veine intercostale supérieure ou dans la veine cave supérieure. Le côté gauche se jette dans la veine hémi-azygos supérieure, ou dans la veine brachiocéphalique gauche.
Les veines bronchiques sont homologues aux artères bronchiques. Cependant, elles ne transportent que 13% du flux sanguin des artères bronchiques. Le sang restant est renvoyé au cœur via les veines pulmonaires.